# Tverrdalsøya
Tverrdalsøya est une île habitée de la municipalité de Arendal dans le comté d'Agder, au sud de la péninsule de Norvège et au nord de l'île Flostaøya.

## Description
L'île se situe entre les fjords Eikelandsfjorden à l'ouest et l'Oksefjorden à l'est. Au sud de l'île se trouve la ville de Kilsund (en). Kilsund possède de nombreux anciens bâtiments résidentiels qui remontent à l'époque des voiliers. À l'ouest se trouve la ville de Staubø (en) et à l'est, Holmsund.

## Galerie

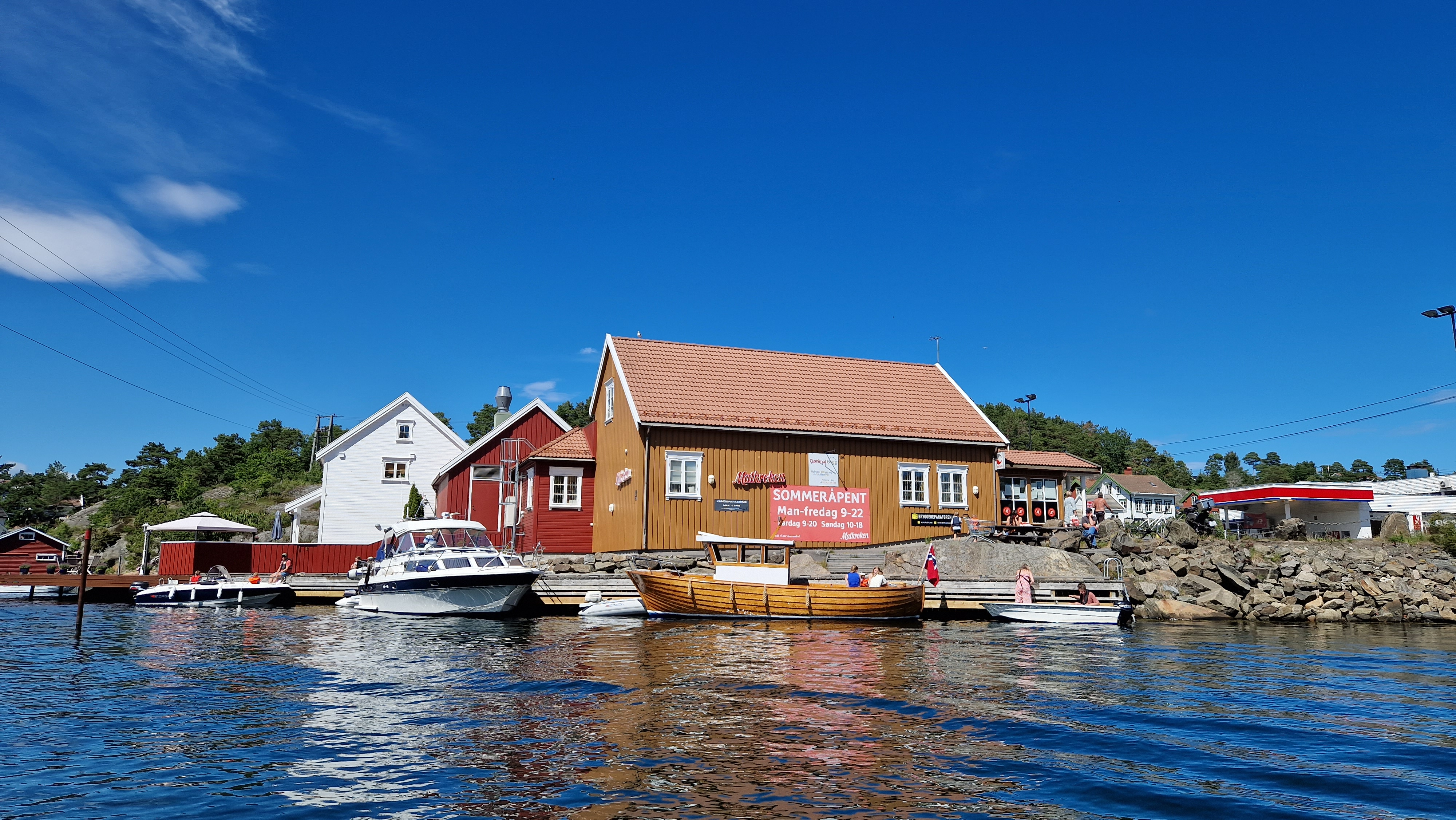
Kilsund
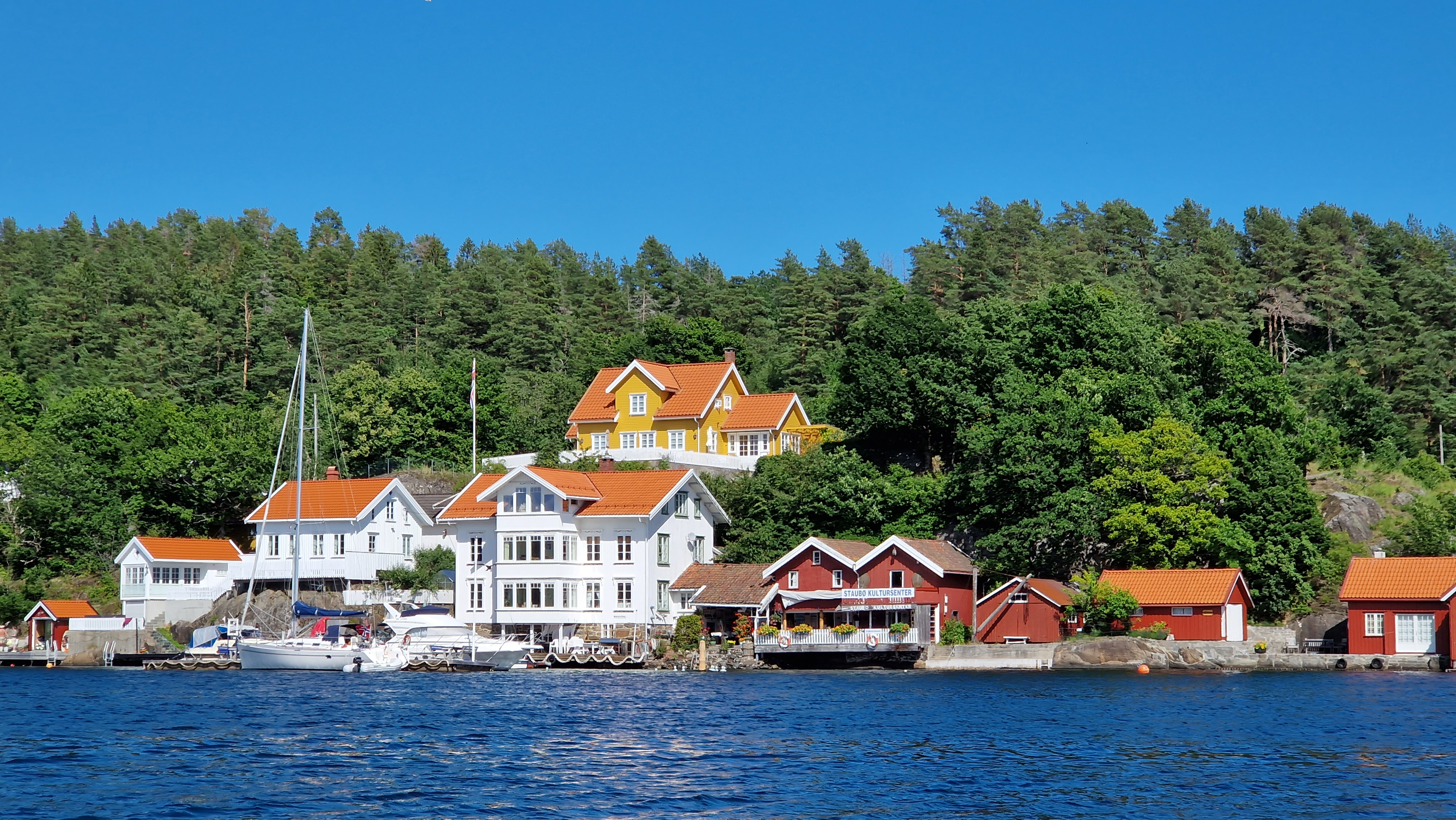
Staubø
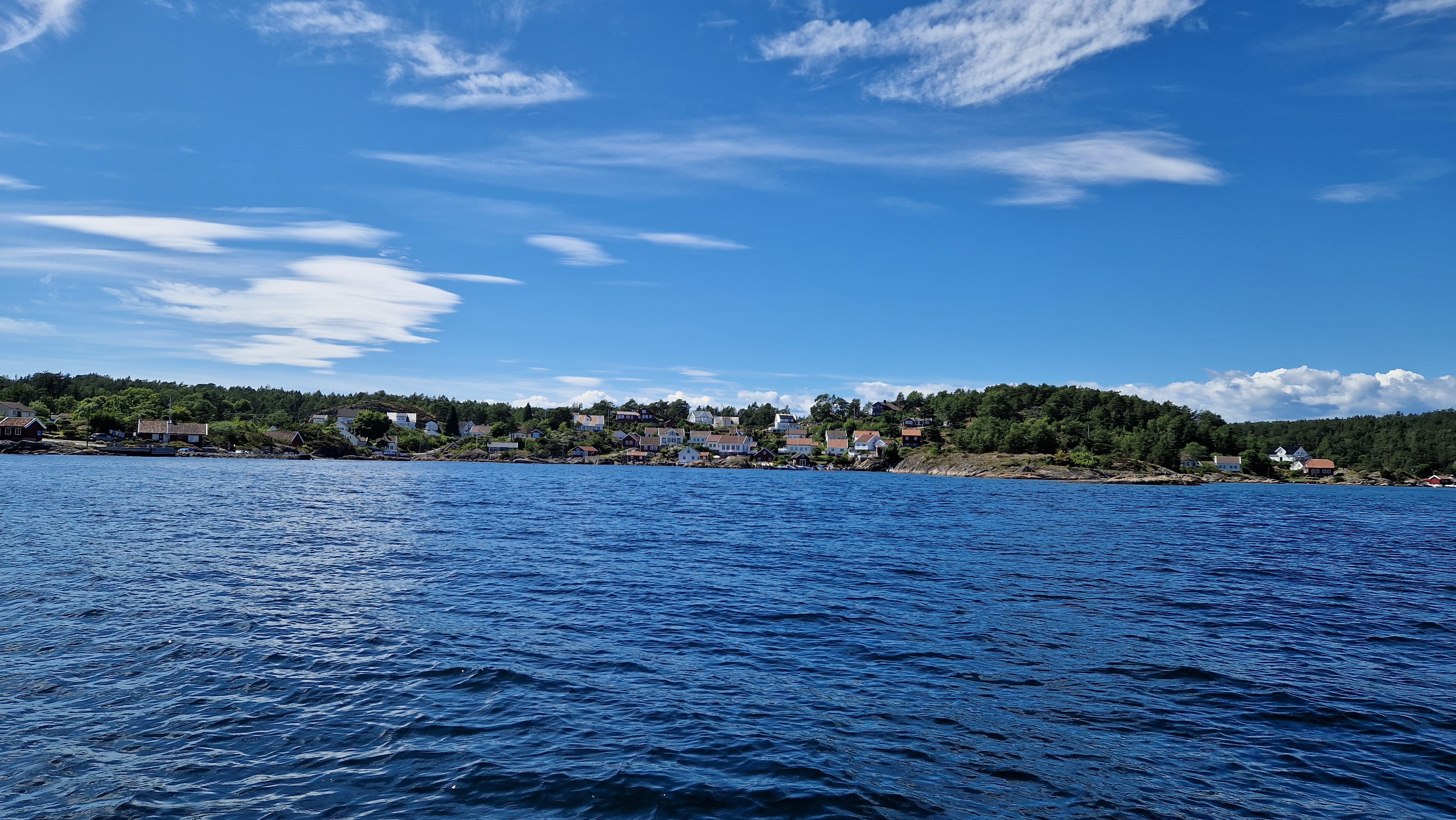
Holmsund